# 3600 Archimedes
3600 Archimedes este un asteroid din centura principală, descoperit pe 26 septembrie 1978 de Liudmila Juravliova.